# Anthisnes
Anthisnes (valonă Antene) este o comună francofonă din regiunea Valonia din Belgia. Comuna este formată din localitățile Anthisnes, Anthisnes, Baugnée, Berleur, Coibehay, Hestreux, Hody, Houchenée, Lagrange, La Ramée, La Rock, Les Floxhes, Limont, Moulin, Rapion, Targnon, Tavier, Tolumont, Viegeay, Vien, Villers-aux-Tours și Xhos. Suprafața totală a comunei este de 37,08 km². La 1 ianuarie 2008 comuna avea o populație totală de 4.003 locuitori. 

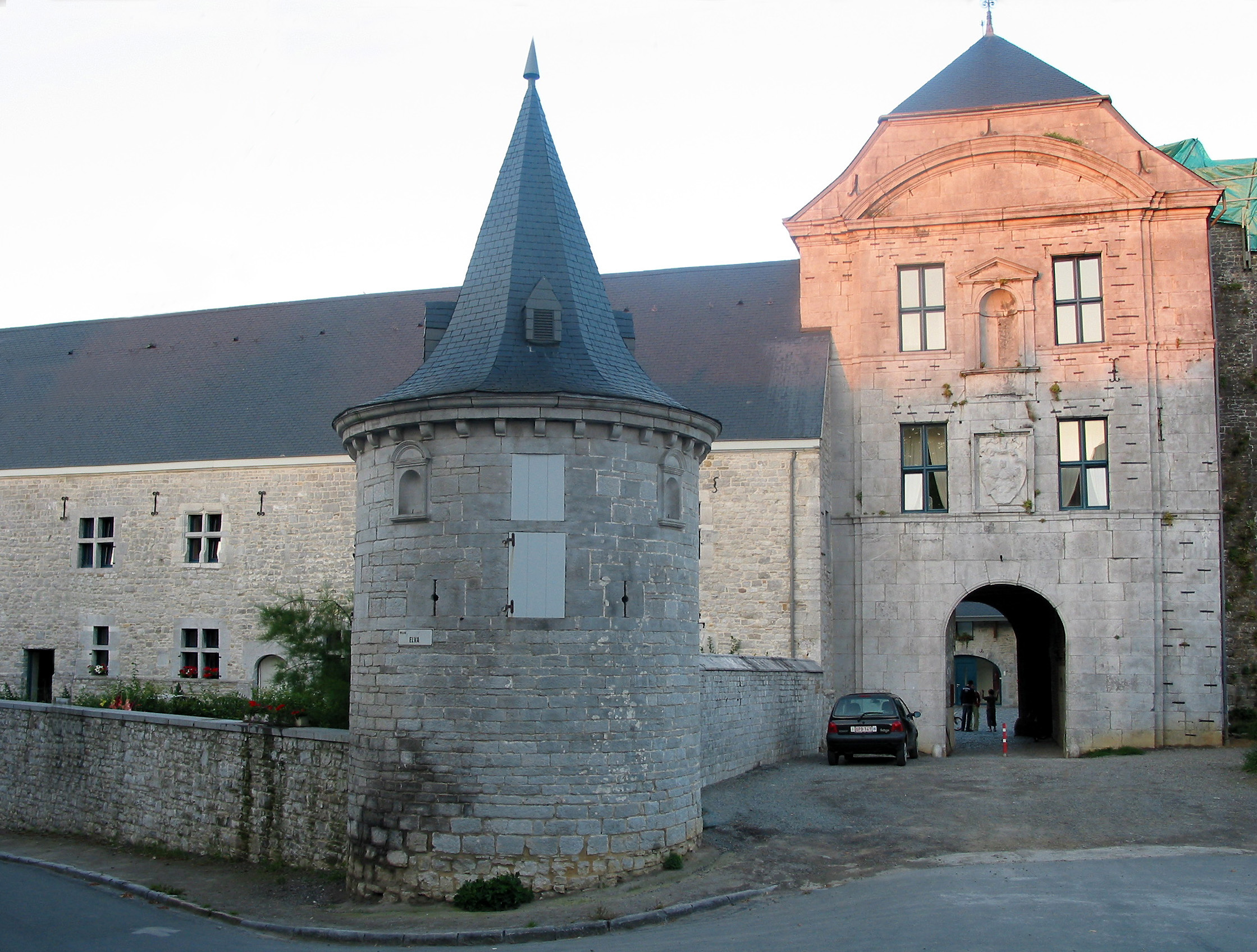
Anthisnes